# روماتزم
الروماتزم أو الرَّثْيَة هو مصطلح لا نوعي للمشاكل الطبية التي تصيب المفاصل والنسيج الضام.
في حين تسمى دراسة هذا المرض والتدخل العلاجي في هذا النوع من الاضطرابات بطب الروماتزم. بدأ هذا العلم في الظهور منذ القرن الأول الميلادي، حيث ظهرت في اللغة كلمة روما لأول مرة، وهذه الكلمة تعني باللاتينية "الشيء الذي يتحرك ويجري"، ويقال إن سبب التسمية يرجع إلى البلغم الذي كان يعتقد الرومان أنه يتكون في المخ ويجري منه إلى أعضاء الجسم المختلفة مسببا اعتلال الجسم ومرضه. وفي سنة 1642 دخلت إلى اللغة العلمية كلمة "روماتزم"، وكان أول من سمى بهذا الاسم الطبيب الفرنسي غيوم دو بايو، وهو الذي اكتشف أن التهاب المفاصل قد يكون مرضا جهازيا شاملا للجسم كله وليس مجرد مرض موضعي للمفاصل، وقد ظهر علم الروماتزم أول مرة علمًا مستقلًا في أربعينات القرن العشرين.

## حجم الأمراض الرثوية وعددها ومعدل انتشارها
قد يظن البعض أن الأمراض الرثوية محدودة العدد جدا، وأنها قد لا تعدو أصابع اليد الواحدة، ولكن هذا ليس الواقع، فنحن اليوم في بداية القرن الحادي والعشرين نجد أنفسنا أمام أكثر من مائة وعشرين مرضا، تمثل مجموعة الأمراض الرثوية المعروفة حتى الآن، ويزداد هذا العدد باستمرار وبسرعة كبيرة. وقد تم تقسيمها بأكثر من طريقة، ومن أسهلها التقسيم التالي الذي يقسم الأمراض الرثوية إلى عشر مجموعات هي:
- أمراض الأنسجة الضامة الجهازية.
- التهابات الأوعية الدموية وما يتعلق بها.
- اعتلالات الفقرات سلبي المصل.
- التهابات المفاصل المرتبطة بأمراض معدية.
- الاضطرابات الرثوية المرتبطة بأمراض أيضية (تمثيلية غذائية) أو صماوية (مرتبطة بالغدد الصماء) أو دموية.
- اختلالات العظم والغضاريف.
- اضطرابات الأيض الخلقية والوراثية المرتبطة بالمتلازمات الرثوية.
- اضطرابات الجهاز الهيكلي العضلي غير المفصلية.
- التنشؤات (الأورام) والأفات شبيهة الأورام.
- اعتلالات رثوية متفرقة أخرى.

وتعتبر مجموعة الأمراض الرثوية هي الأكبر من نوعها على الإطلاق من حيث معدل انتشارها بين الناس، حيث تقدر الإحصاءات العالمية أن حوالي 30% من مجموع سكان أي بلد في العالم يعانون من أمراض أو آلام رثوية مختلفة، يتمثل أغلبها في التهابات المفاصل وآلام الظهر – لا سيما آلام أسفل الظهر – وأن حوالي ثلثي هذا الرقم الضخم (حوالي 20% من السكان) تكون لديهم الأعراض من الشدة الكافية التي تجعلهم يلجأون إلى الاستشارات الطبية، ومن الجدير بالذكر أن نسبة الاعتلالات الرثوية تزيد بزيادة السن، حيث وجد أن نحو ثلث المترددين على عيادات الأطباء بسبب أمراض رثوية في الولايات المتحدة يبلغون من العمر أكثر من 65 سنة، ولهذا يتوقع أن تكون أكثر في الدول ذات متوسطات الأعمار الأعلى من تلك ذات متوسطات الأعمار الأقل.
وكمثال على ذلك نذكر إحصائية نشرت عن مجموع حالات الرثية المختلفة في الولايات المتحدة الأمريكية، والتي يبلغ سكانها أكثر من 280 مليون نسمة، حيث تشير الإحصاءات إلى أن عدد الذين يعانون من أعراض رثوية مختلفة يبلغ نحو 54 مليون نسمة (بنسبة 20% من مجموع السكان).
كما أن مجموعة أمراض المناعة الذاتية الالتهابة (كالداء الرثياني والذئبة الحمراء والتصلب الجلدي) تمثل مجتمعة نحو 2 بالمائة من مجموع السكان، وأن نصف هذا العدد يعاني من الداء الرثياني، وهي بالتالي تمثل مجموعة كبيرة من الأمراض من حيث عدد المصابين، إذا أخذنا في الاعتبار أن نسبة المصابين بارتفاع الضغط في أمريكا يبلغ نحو 20 مليون (10 بالمائة) وأن نحو 5 ملايين أمريكي (2%) مصابون بداء السكري.
ولا تقتصر خطورة هذه الأمراض على العدد الكلي له، وإنما تجاوزه إلى العدد الكبير الذي يعاني من مضاعفات الأمراض الرثوية، فمن بين نسبة 30% يعانون من أعراض رثوية مختلفة هناك 20% (ثلثا العدد) يلجأون إلى الاستشارة الطبية بسبب هذه الأعراض، ومن بين هذا العدد هناك نحو 10 بالمائة (نصف عدد المجموعة السابقة) يعانون من درجة من العجز الناتج عن الاتهابات المفصلية، ومن بين هذا العدد يصل نحو نصف بالمائة (خمسة بالمائة من المجموعة السابقة) إلى العجز الكلي، ويتوفى نحو اثنان من مائة بالمائة (0.02%) من السكان سنويا بسبب الأمراض الرثوية، وتمثل هذه النسبة نحو 50 ألف حالة وفاة سنويا في الولايات المتحدة وحدها. وتعتبر الأمراض الرثوية السبب الثاني للعجز الحاد (بعد أمراض الجهاز التنفسي)، والسبب الأول للعجز المزمن، كما أن نسبة 10 بالمائة من الجراحات في الولايات المتحدة تكون من أجل إصلاح أو تقليل العجز الناتج عن الأمراض الرثوية.
وكنتيجة طبيعية فإن هذه الأرقام المخيفة تمثل عبئا كبيرا على الاقتصاد القومي لأي دولة في العالم، حيث تبلغ تكلفة علاج الأمراض الرثوية في الولايات المتحدة نحو 193 مليار دولار سنويا (وهو ما يمثل نحو عشر موازنة الدولة، ونحو 2.5 بالمائة من الناتج القومي الأمريكي)، وتمثل نفقات الولايات المتحدة على علاج الأمراض الرثوية نحو 38% من الإنفاق الطبي الكلي بها، بالإضافة إلى خسائر سنوية غير مباشرة تبلغ 77 مليار دولار، وهي الخسائر الناتجة عن عجز مرضى الرثية عن الإنتاج والعمل كأقرانهم في نفس الفترات العمرية.

## العلاج
يوجد عدد كبير من العلاجات العشبية التقليدية التي يُوصى بها لعلاج الروماتيزم. يعترف الطب الحديث، التقليدي والبديل، بأن الاضطرابات الروماتيزمية ترجع لأسباب مختلفة٬ والكثير منها له أسباب متعددة وتتطلب أنواعًا مختلفة من العلاج.
ومع ذلك، فإن العلاج الأولي للأمراض الروماتيزمية الرئيسية يكون مع المسكنات، مثل الباراسيتامول والعقاقير اللاستيرويدية المضادة للإلتهاب (NSAIDs)، والتي تحتوي على الإيبوبروفين ونابروكسين٬ وفي كثير من الأحيان يكون هنالك حاجة إلى مسكنات أقوى.
سجل الإغريق القدماء أن سم النحل كان له بعض التأثيرات الإيجابية والمفيدة على بعض أنواع الروماتيزم. كما عُرفت لسعات النحل والنمل كعلاج شعبي في أواخر القرن التاسع عشر، وقام طبيب واحد على الأقل بتطوير علاجًا يتكون من حقن حمض الفورميك المتكررة. تستخدم بعض قبائل الأمازون، ومن ضمنها شعب الزاوي٬ لسعات النمل الناري كعلاج للأوجاع والآلام.
تم استخدام زيت كبد الحوت كعلاج ايضاً. كما يُستخدم زيت شجرة النيم كعلاج وفقًا لثقافات الهند الشرقية.

## قراءة إضافية
- The Rheumatology Handbook (WSPC 2012) ISBN 978-1-84816-320-1

## روابط خارجية
- American College of Rheumatology
- EULAR - The European League Against Rheumatism
- BBC "Your Health" website on Arthritis and Rheumatism
- National Institute of Arthritis and Musculoskeletal and Skin Diseases - US National Institute of Arthritis and Musculoskeletal and Skin Diseases